# Přísedící
Přísedící (nebo též votanti podle toho, že disponují hlasovacím právem) jsou vedle jeho předsedy členy soudního senátu. Tím se odlišují od členů soudních porot. Může jít o odborně vzdělané soudce, v České republice se ale jako přísedící označují laici, kteří se tak podílí na rozhodovací činnosti soudů.

## Historie
Institut obdobný přísedícím se objevil už v souvislosti s modernizací justice v druhé polovině 19. století. Tehdy u obchodních a horních soudů, stejně jako u obchodních a horních senátů krajských a zemských soudů fungovali tzv. „odborní soudci laici“, kteří byli na období tří let vybíráni z řad obchodníků a znalců hornictví. Jejich kvalifikačním předpokladem účasti na tomto specifickém soudním rozhodování tedy byla odbornost, navíc platilo, že z tříčlenného senátu byl soudce laik jen jeden. V období první republiky se nazývali „komerční radové“. Přísedící byli zavedeni i u pracovních soudů, jejichž senáty se skládaly z předsedy, profesionálního soudce, jednoho přísedícího reprezentujícího zaměstnavatele a jednoho zastupujícího zaměstnance. Dále působili např. u soudů mládeže (v senátě zasedali dva soudci a jeden přísedící, jenž měl mít pedagogické vzdělání a být znalý sociální péče o mládež) nebo u tzv. kmetských soudů, posuzujících poškozování cti a dobré pověsti v novinách, k nimž byli věkově starší přísedící (kmeti) povoláváni z obecných seznamů porotních soudů.

### Českoslovenští soudci z lidu
Po druhé světové válce byli tzv. velkým retribučním dekretem zavedeni soudci z lidu, kteří nemuseli mít právní vzdělání a které jmenovala vláda ze seznamů pořizovaných okresními národními výbory. Zasedali pouze v mimořádných lidových soudech, kde byli čtyři a jen předseda takového pětičlenného senátu byl profesionální soudce z povolání. Po Únoru 1948 pak už byli soudci z lidu jako tzv. dělničtí soudci zapojeni do fungování justice úplně. Opět nemuseli mít ani soudci z lidu, ani předseda senátu běžně vyžadované právnické vzdělání, podle zákona byla rozhodující jejich „státní spolehlivost a oddanost myšlence lidově demokratického zřízení“. Voleni byli na období 1–4 let národními výbory. Předsedové senátu vzdělání získávali prostřednictvím ročního kurzu, jehož významnou část tvořilo studium marxismu-leninismu a základy socialistického práva, přísedící soudci z lidu nemívali ani toto vzdělání. Tradice volených zástupců lidu a nikoli odborníků pak přetrvala i po sametové revoluci v roce 1989, kdy byli zavedeni přísedící.

## Přísedící v českém právu
Právní úprava postavení přísedících, obdobně jako soudců, je obsažena především v § 60 až 101 zákona o soudech a soudcích, jejich konkrétní zapojení do soudní činnosti pak v procesních řádech, občanském soudním řádu a trestním řádu. Funkce přísedícího je veřejnou funkcí a není slučitelná s funkcí poslance nebo senátora. Za výkon své funkce dostávají náhradu mzdy a hotových výdajů, a protože po nich nejsou požadovány žádné zvláštní znalosti práva, ministerstvo spravedlnosti a předsedové soudů dbají o jejich odbornou průpravu. K roku 2016 jich u českých soudů působilo celkem 5 671, z toho přes 60 % jich bylo starších 60 let.

### Volba přísedících
Na rozdíl od jmenovaných soudců jsou přísedící do svých funkcí voleni, a to na období 4 let. Zvolen může být každý státní občan České republiky, který je svéprávný a bezúhonný, jestliže jeho zkušenosti a morální vlastnosti dávají záruku, že svou funkci bude řádně zastávat, dosáhl věku nejméně 30 let a souhlasí s přidělením do funkce přísedícího konkrétního soudu. Není tedy potřeba magisterské vzdělání v oblasti práva a složení justiční zkoušky, což jsou další podmínky pro jmenování soudcem.
Přísedící volí zastupitelstvo kraje (zastupitelstvo hlavního města Prahy), jehož území je alespoň zčásti v obvodu příslušného krajského soudu. Kandidáty navrhují členové zastupitelstva, přičemž počet přísedících, kteří mají být zvoleni, stanoví podle potřeby daného soudu jeho předseda, který také k navrženým kandidátům dává své vyjádření. Přísedící musí být vždy přihlášen k trvalému pobytu v obvodu zastupitelstva, jímž je volen nebo v tomto obvodu pracuje. Po svém zvolení přísedící skládají do rukou předsedy soudu tento slib: „Slibuji na svou čest a svědomí, že se budu řídit právním řádem České republiky, že jej budu vykládat podle svého nejlepšího vědomí a svědomí a že v souladu s ním budu rozhodovat nezávisle, nestranně a spravedlivě“.

### Účast na soudním jednání
Přísedící jsou vyloučeni z vedení soudního řízení a rozhodování ze stejných důvodů podjatosti, které platí i u soudců. Jejich konkrétní zapojení do rozhodovací činnosti soudu pak spočívá v zasedání v některých tříčlenných soudních senátech, přičemž vždy dva přísedící doplňuje jen jeden profesionální soudce, který je sice předsedou daného senátu, ale při poradě o rozsudku ho mohou přísedící přehlasovat, neboť platí rovnost hlasů.
V civilním procesu rozhodoval senát s účastí přísedících jen do konce roku 2024 a jen při řízení před okresním soudem ve věcech pracovních. Od roku 2025 už ve všech civilních věcech v prvním stupni rozhoduje samosoudce.
V trestním řízení stejně tak až do konce roku 2024 rozhodoval senát s účastí přísedících při řízení před okresním soudem a krajským soudem, jestliže rozhodoval jako soud prvního stupně a rozhodoval o trestném činu, na který zákon stanoví trest odnětí svobody, jehož horní hranice převyšuje pět let. Od roku 2025 se přísedící účastní rozhodování senátu jen u krajských soudů, pokud rozhodují v prvním stupni o zvlášť závažných zločinech (s výjimkou zvlášť závažných zločinů proti majetku a hospodářských), a o trestném činu vraždy novorozeného dítěte matkou.